# Il raggio infernale
Il raggio infernale is een Italiaanse film uit 1967. De film werd geregisseerd door Gianfranco Baldanello. Hoofdrollen werden vertolkt door Gordon Scott, Maureen Delphy en Nello Pazzafini.

## Verhaal
De wetenschapper Jean Karl Michael vindt een "doodsstraal" uit en demonstreert deze aan een groep Europese NAVO-leden. Volgens hem kan de straal worden gebruikt voor goede doeleinden. Tussen de NAVO-leden blijken zich echter een paar vijandige agenten te bevinden. Ze stelen de doodsstraal en ontvoeren de wetenschapper. Beide worden naar een duikboot gebracht.
Agent Bart Fargo, die net op het punt stond met vakantie te gaan, krijgt de opdracht om Michael en zijn uitvinding te vinden. Hij reist naar Madrid, alwaar hij op het spoor komt van een kwaadaardige organisatie.

## Rolverdeling
| Acteur          | Personage             | Opmerkingen       |
| --------------- | --------------------- | ----------------- |
| Gordon Scott    | Bart Fargo            |                   |
| Maureen Delphy  | Lucille               |                   |
| Nello Pazzafini | Frank                 | als Ted Carter    |
| Alberto Dalbés  | Carver                | als Albert Dalbes |
| Silvia Solar    | Mrs. Carver           | als Sylvia Solar  |
| Massimo Righi   | The Spaniard          | als Max Dean      |
| Tullio Altamura | Prof. John Carmichael | als Tor Altmayer  |

## Achtergrond
De film werd gemaakt om in te spelen op het succes van de James Bondfilms en andere spionagefilms uit de jaren 60.
De film werd buiten Italië uitgebracht onder de titels Danger!! Death Ray, Nest of Spies, en Death Ray. Onder die eerste titel werd de film bespot in Mystery Science Theater 3000.
De film is vooral berucht vanwege een scène met een duikboot en een helikopter, waarin overduidelijk speelgoedmodellen gebruikt zijn.